# 雷涅-迪雷特
雷涅-迪雷特（法語：Régnié-Durette，法語發音：[ʁeɲe dyʁɛt]）是法国罗讷省的一个市镇，属于索恩河畔自由城区。该市镇于1972年由原市镇雷涅（Régnié）和迪雷特（Durette）合并而成。

## 地理
雷涅-迪雷特（46°8'16"N, 4°38'29"E）面积11.72 平方千米，位于法国奥弗涅-罗讷-阿尔卑斯大区罗讷省，该省份为法国中东部省份，北起顺时针与索恩-卢瓦尔省、安省、里昂大都会、伊泽尔省和卢瓦尔省接壤。
与雷涅-迪雷特接壤的市镇（或旧市镇、城区）包括：塞尔谢、朗蒂涅、博若莱地区坎谢、维列莫尔贡、德格罗讷。

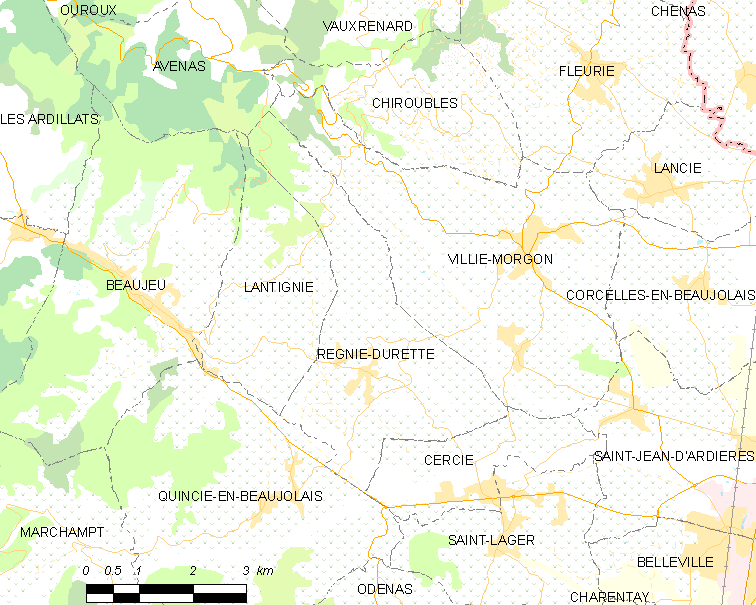
雷涅-迪雷特的OSM定位图

雷涅-迪雷特的时区为UTC+01:00、UTC+02:00（夏令时）。

## 行政
雷涅-迪雷特的邮政编码为69430，INSEE市镇编码为69165。

## 政治
雷涅-迪雷特所属的省级选区为博若莱地区贝尔维尔县。

## 人口

1962-2008年间雷涅-迪雷特人口变化图示

雷涅-迪雷特于2022年1月1日时的人口数量为1159人。